# Crabronidae
Crabronidae är en stor familj rovsteklar med cirka 9000 arter. 

## Kännetecken
De är medelstora till stora långsträckta steklar. De är svarta eller metallglänsande, ofta med ljusa eller gulaktiga fläckar på bakkroppen vilket gör dem getinglika. Huvudet är ofta påfallande stort och brett med en rektangulär profil sett ovanifrån.

## Levnadssätt
Honan fångar bytesdjur, som oftast är andra insekter eller spindlar, som den förlamar med sin gadd. Hon gräver en bohåla i marken som hon drar ner bytet i och lägger ett eller ibland flera ägg på. Det förekommer även arter som är boparasiter, till exempel i släktet glattsteklar (Nysson). De vuxna steklarna lever ofta på nektar. Arterna i släktena Argogorytes och Gorytes luras av orkidéarten flugblomsters doft att försöka para sig med blommorna och därmed pollinera dem.
Många arter anlägger sina bon i aggregationer, inom vissa släkten (till exempel Bembix) kan 100-tals honor gräva ut sina bon tätt inpå varandra i solexponerade och sandiga marker. Alla arter i familjen gräver dock inte ut sina bon i marken, en del kan till exempel använda sig av ihåliga växtstjälkar. Alla lever inte heller i aggregationer. Sveriges största art, om man tar hänsyn både till vikt och storlek, är läppstekeln (Bembix rostrata). Denna spektakulära stekel, vid hastigt påseende lik en bålgeting, påträffas i kustnära, sandiga marker i södra delen av landet. Den beskrevs av Carl von Linné i samband med hans Gotländska resa (han placerade den då inom familjen Apidae). Arten är bland annat känd för de intressanta beteendestudier som gjorts genom åren. Dels av den svenske entomologen Gottfrid Adlerz, dels av nobelpristagaren Niko Tinbergen. Senare års studier redovisas i en översiktsartikel i Fauna & Flora 2006. En annan välkänd grävstekelart är bivargen (Philanthus triangulum). Den är illa sedd av biodlare eftersom den fångar honungsbin som föda åt sina larver.

## Utbredning
Alla världsdelar utom Antarktis.

## Systematik
Familjen Crabronidae bildades då familjen Sphecidae splittrades i ett antal familjer. Systematiken är osäker och det är troligt att Crabronidae kommer att delas upp i flera familjer.
Släktskapet med närstående familjer visas i diagrammet nedan.
```
--+------------ 
Heterogynidae

  |
  +--+--------- 
Kackerlackesteklar
 (Ampulicidae)
     |
     +--+------ 
Sphecidae

        |
        +--+--- 
Crabronidae

           |
           +--- 
Bin
 (Anthophila eller Apiformes)
```